# Upravne skupnosti v Trentinskem - Zgornjem Poadižju
Upravne skupnosti v Trentinskem - Zgornjem Poadižju so sestavni deli dveh Italijanskih avtonomnih pokrajin - Trento) in (Južna Tirolska). Ustanovljene so bile 10. junija 1955.
V Južni Tirolski se imenujejo Comunità comprensoriale ali Comprensorio (it.), Bezirksgemeinschaft (nem.), Cumunità raion ali Comunitè comprensoriala (ladin). V pokrajini Trento je Comunità di valle (it.) in Talgemeinschaft (nem.).

## Južna Tirolska
Južna Tirolska je sestavljena iz 8 upravnih skupnosti Comprensori/Bezirksgemeinschaften. Bolzano je mestna upravna skupnost in se sestoji le iz mesta. Mesto je tudi sedež Salten-Šlernske, ampak ni del njenega ozemlja.
| # | Ime                                                                             | Občine | Območje (km²) | Prebivalstvo | Glavno mesto (it.capoluogo) | Zemljevid |
| - | ------------------------------------------------------------------------------- | ------ | ------------- | ------------ | --------------------------- | --------- |
| 1 | Bolzano Bozen                                                                   | 1      | 52            | 103,135      | Bozen (Bolzano)             |           |
| 2 | Burggrafenamt Burgraviat                                                        | 26     | 1,101         | 97,315       | Meran (Merano)              |           |
| 3 | Pustriška dolina Pustertal Val Pusteria                                         | 26     | 2,071         | 79,086       | Bruneck (Brunico)           |           |
| 4 | Prekpoadižje-Spodnja Južna Tirolska Überetsch-Unterland Oltradige-Bassa Atesina | 18     | 424           | 71,435       | Neumarkt (Egna)             |           |
| 5 | Dolina reke Eisack Eisacktal Valle Isarco                                       | 13     | 624           | 49,840       | Brixen (Bressanone)         |           |
| 6 | Salten-Šlernska Salten-Schlern Salto-Sciliar                                    | 13     | 1,037         | 48,020       | Bozen (Bolzano)             |           |
| 7 | Vinšgau Vinschgau Val Venosta                                                   | 13     | 1,442         | 19,124       | Schlanders (Silandro)       |           |
| 8 | Dolina Wipptal Wipptal Alta Valle Isarco                                        | 6      | 650           | 18,220       | Sterzing (Vipiteno)         |           |

## Trento
Do 16. junija 2006, je bil Trentino razdeljen na 11 upravnih skupnosti Comprensori/Bezirksgemeinschaften, ki so bile ukinjene z pokrajinskim zakonom in nadomeščene s 16 valley communities. Val d'Adige je ozemlje, ki ga sestavlja Trento in 3 druge občine, brez glavnega mesta.
| #  | Ime                                       | Občine | Območje (km²) | Prebivalstvo | Glavno mesto (it.capoluogo) | Zemljevid |
| -- | ----------------------------------------- | ------ | ------------- | ------------ | --------------------------- | --------- |
| 1  | Comunità territoriale della Val di Fiemme | 11     | 415           | 18567        | Cavalese                    |           |
| 2  | Comunità di Primiero                      | 8      | 413           | 9836         | Tonadico                    |           |
| 3  | Comunità Valsugana e Tesino               | 21     | 578,88        | 25694        | Borgo Valsugana             |           |
| 4  | Comunità Alta Valsugana e Bersntol        | 18     | 360,04        | 45228        | Pergine Valsugana           |           |
| 5  | Comunità della Valle di Cembra            | 11     | 135           | 10854        | Faver                       |           |
| 6  | Comunità della Val di Non                 | 38     | 596           | 37143        | Cles                        |           |
| 7  | Comunità della Valle di Sole              | 14     | 609,36        | 15020        | Malè                        |           |
| 8  | Comunità delle Giudicarie                 | 39     | 1.176,51      | 35647        | Tione di Trento             |           |
| 9  | Comunità Alto Garda e Ledro               | 7      | 353,33        | 42955        | Riva del Garda              |           |
| 10 | Comunità della Vallagarina                | 17     | 694           | 78482        | Rovereto                    |           |
| 11 | Comun General de Fascia                   | 7      | 318           | 9195         | Pozza di Fassa              |           |
| 12 | Magnifica Comunità degli Altipiani Cimbri | 3      | 106,17        | 4442         | Lavarone                    |           |
| 13 | Comunità Rotaliana-Königsberg             | 8      | 94,62         | 25953        | Mezzocorona                 |           |
| 14 | Comunità della Paganella                  | 5      | 97,3          | 4731         | Andalo                      |           |
| 15 | Val d'Adige territory                     | 4      | 188,97        | 110061       | brez                        |           |
| 16 | Comunità della Valle dei Laghi            | 6      | 139,65        | 9349         | Vezzano                     |           |

Prejšnjih 11 upravnih skupnosti je bilo: Val di Fiemme, Primiero, Bassa Valsugana e Tesino, Alta Valsugana, Val d'Adige, Val di Non, Val di Sole, Giudicarie, Alto Garda e Ledro, Vallagarina, Ladino di Fassa.